# Mezinárodní institut sociálních dějin
Mezinárodní institut sociálních dějin (anglicky The International Institute of Social History, nizozemsky Internationaal Instituut voor Sociale Geschiedenis) je výzkumný archiv zaměřený na dějiny sociálnědemokratického a socialistického hnutí a sociálních dějin. Spadá pod Královskou nizozemskou akademii umění a věd. Sídlí v Amsterdamu. Byl založen v roce 1935 Nicolaasem Posthumusem, který jej také mezi léty 1937–1952 vedl. Rozsáhlý archivní fond (asi 50 bkm) obsahuje materiály k dějinám dělnického hnutí a mj. se v něm nachází práce Rosy Luxemburgové, Friedricha Engelse, Karla Marxe a Michaila Bakunina.